# نوری شاهین
نوری شاهین ترکی استانبولی: Nuri Şahin؛ زادهٔ ۵ سپتامبر ۱۹۸۸) بازیکن سابق و مربی فوتبال اهل ترکیه است.

## دوران باشگاهی
شاهین پس از ۶ سال بازی در بروسیا دورتموند، در سال ۲۰۱۱ با عقد قرار دادی ۶ ساله به رئال مادرید پیوست. سپس در سال ۲۰۱۲ با قرارداد قرضی بلند مدت به لیورپول پیوست. اما پس از مدتی کوتاه به صورت قرضی به تیم سابقش، بروسیا دورتموند بازگشت. وی در سال ۲۰۱۸ به وردربرمن پیوست و پس از دو فصل بازی در این تیم در پایان فوتبال خود به آنتالیااسپور ترکیه پیوست.

## دوران مربیگری

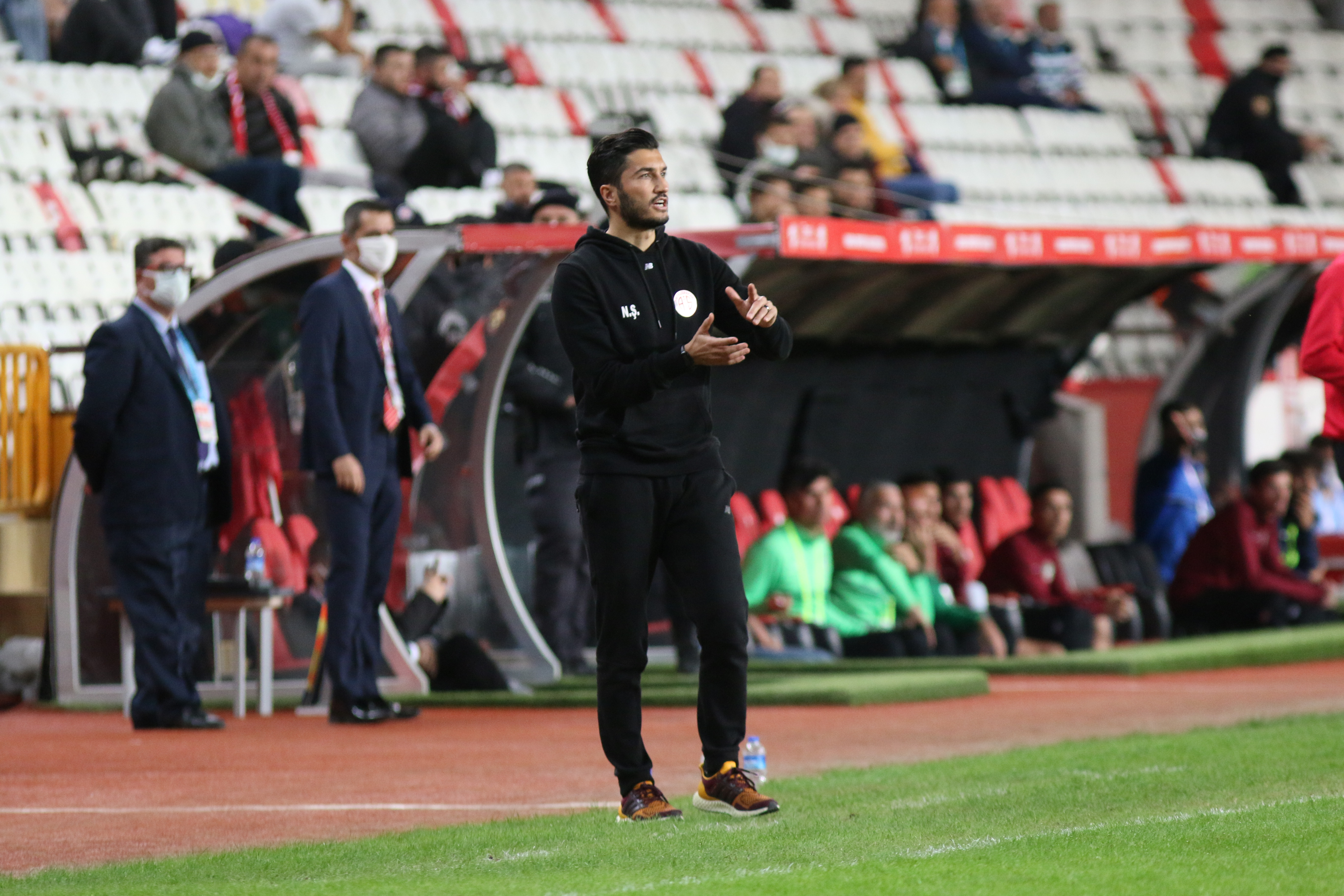
نوری شاهین مربی ترکیه‌ای

در ۵ اکتبر ۲۰۲۱، شاهین که تا آن زمان بازیکن آنتالیااسپور بود، پس از اخراج ارسون یانال، که تنها دو برد در ۸ بازی ابتدایی لیگ کسب کرده بود، به عنوان سرمربی باشگاه آنتالیا اسپور منصوب شد.
پس از انتصاب شاهین تیم آنتالیا اسپور در اولین دیدار خود تحت مربیگری شاهین در برابر تیم قهرمان لیگ یعنی ترابوزان اسپور شکست خورد اما پس از آن از بیست و سومین هفته بازی تا پایان فصل، بدون شکست لیگ را به پایان رساندند.
در ۲۹ دسامبر ۲۰۲۳ او پیشنهاد دورتموند را برای اضافه شدن به کادر مربیگری دورتموند پذیرفت و به عنوان کمک مربی به همراه اسون بندر در کنار ادین ترزیچ قرار گرفتند.
ترزیچ پس از اینکه موفق شد دورتموند را به فینال لیگ قهرمانان اروپا رساند در پایان فصل از سمت سرمربی تیم استعفا داد، و پس از آن نوری شاهین به سمت سرمربی تیم دورتموند ارتقا یافت.